# Vic Wild
Victor Ivan „Vic“ Wild (russisch Виктор Айван Вайлд, wiss. Transliteration Viktor Ajvan Uajld; * 23. August 1986 in White Salmon, Washington) ist ein US-amerikanisch-russischer Snowboarder. Er fährt in den Disziplinen Parallelslalom und Parallel-Riesenslalom.

## Werdegang
Wild war ursprünglich Mitglied des US-amerikanischen Verbandes und nahm für diesen an der Snowboard-Weltmeisterschaft 2011 teil. Im selben Jahr heiratete er die russische Snowboarderin Aljona Sawarsina (* 1989) und wechselte auch die Nationalität.
Sein erstes Weltcuprennen als Russe bestritt Vic Wild im Dezember 2012 in Karersee und erreichte mit Rang drei im Parallel-Riesenslalom prompt seinen ersten Podestplatz. Einen Monat später gewann Wild in derselben Disziplin Bronze bei der Snowboard-Weltmeisterschaft in Stoneham (Kanada).

### Olympische Winterspiele 2014
Im Januar 2014 konnte Wild einen Parallelslalom in Bad Gastein und damit sein erstes Weltcuprennen für sich entscheiden. Bei den Olympischen Winterspielen in Sotschi wurde er Olympiasieger im Parallel-Riesenslalom und im Parallel-Slalom.

### Olympische Winterspiele 2018
Beim im Rahmen der Olympischen Winterspiele 2018 ausgetragenen Parallel-Riesenslalom schied der 31-Jährige am 24. Februar in der südkoreanischen Stadt Pyeongchang im Achtelfinale aus und belegte den zehnten Rang.

## Auszeichnungen
- 2014 Verdienstorden für das Vaterland  (IV. Klasse)[1]

## Sportliche Erfolge

### Olympische Winterspiele
| Datum         | Ort         | Land | Disziplin             | Platz |
| ------------- | ----------- | ---- | --------------------- | ----- |
| 24. Feb. 2018 | Pyeongchang | KOR  | Parallel-Riesenslalom | 11    |
| 22. Feb. 2014 | Sotschi     | RUS  | Parallel-Slalom       | 1     |
| 19. Feb. 2014 | Sotschi     | RUS  | Parallel-Riesenslalom | 1     |

### FIS Snowboard-Weltmeisterschaften
- La Molina 2011: 10. Parallel-Riesenslalom, 18. Parallelslalom
- Stoneham 2013: 3. Parallel-Riesenslalom, 18. Parallelslalom

### FIS Snowboard-Weltcup
- 5 Podestplatzierungen, davon 2 Siege

| Datum           | Ort         | Disziplin             | Platz |
| --------------- | ----------- | --------------------- | ----- |
| 12. Januar 2014 | Bad Gastein | Parallel-Slalom       | 1     |
| 31. Januar 2015 | Rogla       | Parallel-Riesenslalom | 1     |

### Nor-Am Cup
- 6 Siege